# Юкухаші

Юкуха́ші (яп. 行橋市, ゆくはしし, МФА: [jukuhaɕi ɕi̥]?) — місто в Японії, в префектурі Фукуока.     Отримало статус міста 1954 року. Площа становить 69,83 км². Станом на 1 липня 2012 року населення складало 70 694  осіб, густота населення — 1010 осіб/км².     

## Історія
Юкухаші отримало статус міста 10 жовтня 1954 року.